# El Coyol, Hidalgo
El Coyol är en ort i Mexiko.   Den ligger i kommunen Pisaflores och delstaten Hidalgo, i den sydöstra delen av landet, 200 km norr om huvudstaden Mexico City. El Coyol ligger 902 meter över havet och antalet invånare är 147.
Terrängen runt El Coyol är bergig söderut, men norrut är den kuperad. Runt El Coyol är det ganska tätbefolkat, med 90 invånare per kvadratkilometer. Närmaste större samhälle är Xilitla, 19,8 km norr om El Coyol. I omgivningarna runt El Coyol växer i huvudsak städsegrön lövskog.